# اروینگ پیکل
اروینگ پیکل (انگلیسی: Irving Pichel؛ ۲۴ ژوئن ۱۸۹۱ – ۱۳ ژوئیهٔ ۱۹۵۴) بازیگر، و کارگردان فیلم اهل ایالات متحده آمریکا بود.

## گزیده فیلمشناسی
از فیلم‌ها یا برنامه‌های تلویزیونی که وی در آن نقش داشته‌است می‌توان به آثار زیر اشاره کرد.

### بازیگران
- تقلب (۱۹۳۱)
- مادام باترفلای (۱۹۳۲)
- الیور توئیست (۱۹۳۳)
- کلئوپاترا (۱۹۳۴)
- دختر دراکولا (۱۹۳۶)
- ژنرال اسپنکی (۱۹۳۶)
- دلفریب (۱۹۳۷)
- جزبل (۱۹۳۸)
- خوارز (۱۹۳۹)
- ریو (۱۹۳۹)
- فرمان بزرگ (۱۹۳۹)
- چه سرسبز بود دره من (۱۹۴۱)
- مرداب (۱۹۴۱)
- ۷ دسامبر (۱۹۴۳)
- فردا همیشگی است (۱۹۴۶)
- عروس چکمه‌پوش (۱۹۴۶)
- او یک روبان زرد بست (۱۹۴۹)
- سانتا فه (۱۹۵۱)
- مارتین لوتر (۱۹۵۳)

### کارگردان
- خطرناک‌ترین شکار (۱۹۳۲)
- شی (۱۹۳۵)
- فرمان بزرگ (۱۹۳۹)
- نی‌نواز هاملین (۱۹۴۲)
- سرزمین شادی (۱۹۴۳)
- و اینک فردا (۱۹۴۴)
- فردا همیشگی است (۱۹۴۶)
- عروس چکمه‌پوش (۱۹۴۶)
- سانتا فه (۱۹۵۱)
- مارتین لوتر (۱۹۵۳)